# 카스텔데펠스

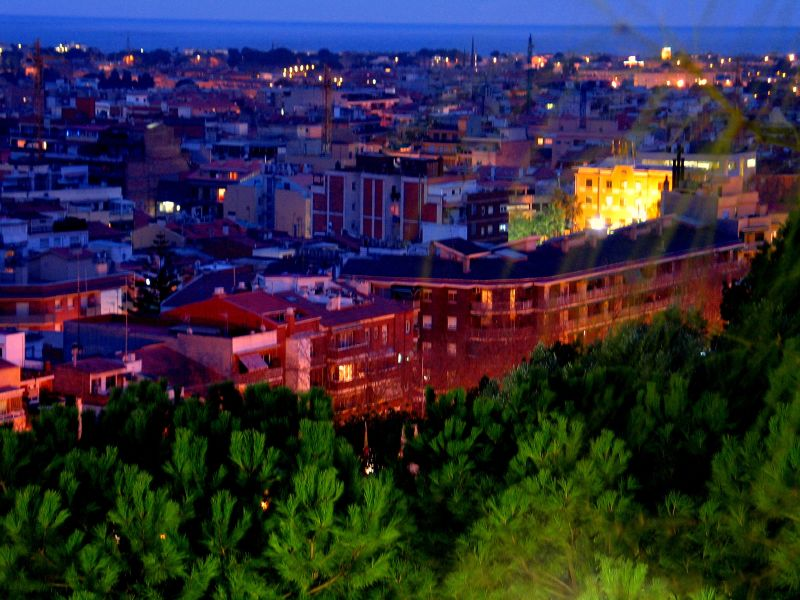
카스텔데펠스

카스텔데펠스(Castelldefels)는 스페인 바르셀로나주의 도시로, 인구는 62,080명이다.